# Dryburgh
Dryburgh è un villaggio  nella regione scozzese dei Borders, nella contea del Berwickshire. È noto principalmente per le rovine dell'Abbazia di Dryburgh.

## L'abbazia
Fondata nel XII secolo, fu incendiata dalle truppe inglesi nel 1322 e di nuovo nel 1385. Fu restaurata nel XV secolo, prima di finire distrutta nel 1544. Il sito archeologico è ora un monumento preservato da modificazioni non autorizzate.

## Il tempio delle Muse
Questo tempio monoptero circolare a nove colonne si innalza del 1817 sulla Bass Hill, un tumulo con vista sul fiume Tweed al confine occidentale del villaggio. È dedicato al poeta James Thomson, l'autore del testo di Rule, Britannia!, e il suo busto troneggia in cima alla struttura.
Il tempio conteneva originariamente una statua in pietra dell'Apollo del Belvedere su un piedestallo circolare che mostrava le nove Muse with corone di alloro. Figure bronzee raffiguranti le quattro stagioni, opera di Siobhan O'Hehir, furono installate in loro sostituzione nel 2002.

## Statua di William Wallace
Dryburgh fu il primo abitato ad erigere un monumento in onore di William Wallace nel 1814. Si dice che a Sir Walter Scott la struttura non piacesse.

## Galleria d'immagini

Immagini di Dryburgh
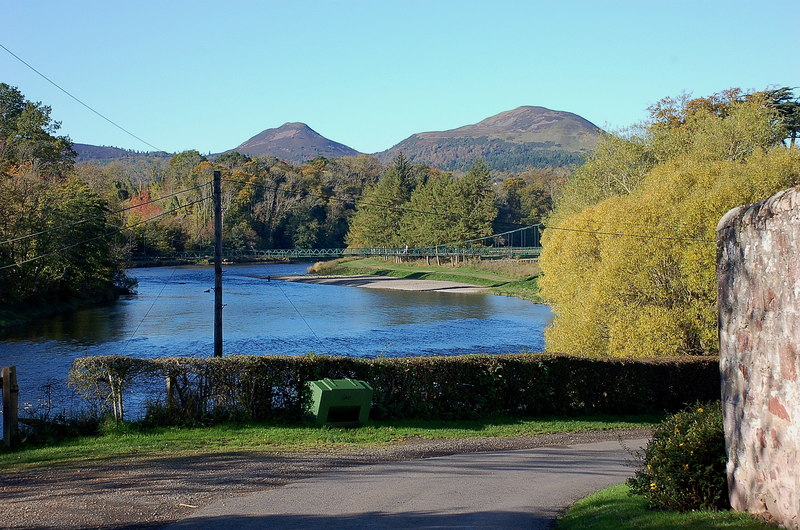
Il fiume Tweed presso Dryburgh
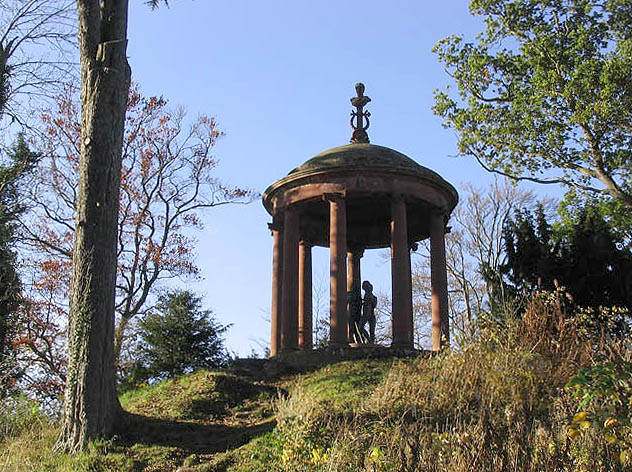
Il tempio delle Muse
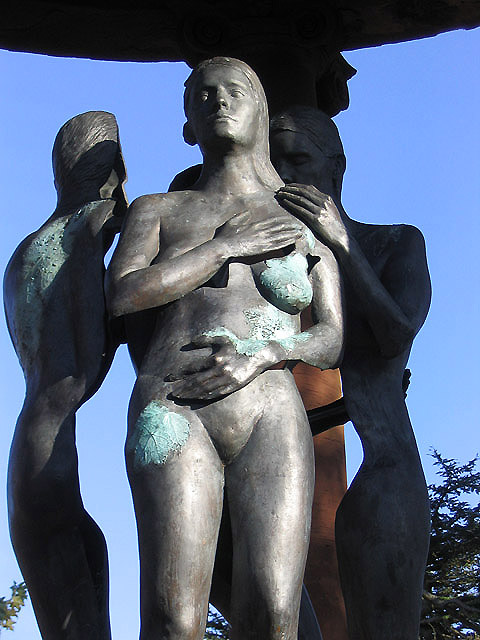
Statue bronzee delle Muse
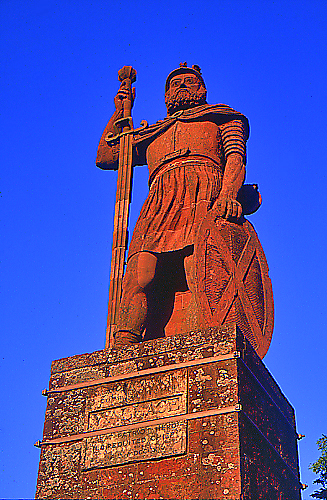
Monumento a William Wallace

## Fonti
- SCRAN image: The Dryburgh Wallace Statue
- RCAHMS record for Bass Hill, Dryburgh